# 東栄町体験交流館のき山学校
東栄町体験交流館のき山学校（とうえいちょうたいけんこうりゅうかんのきやまがっこう）は、愛知県北設楽郡東栄町にある体験交流施設。2010年（平成22年）3月に廃校となった東栄町立東部小学校の校舎をリノベーションし、2014年（平成26年）5月18日にオープンした。東栄町図書室「のき山文庫」や「Caféのっきぃ」などの施設を備えている。事業主体は東栄町であり、和太鼓集団志多らを母体とするNPO法人てほへが指定管理者として管理運営を担っている。

## 歴史

### のき山学校のオープン以前

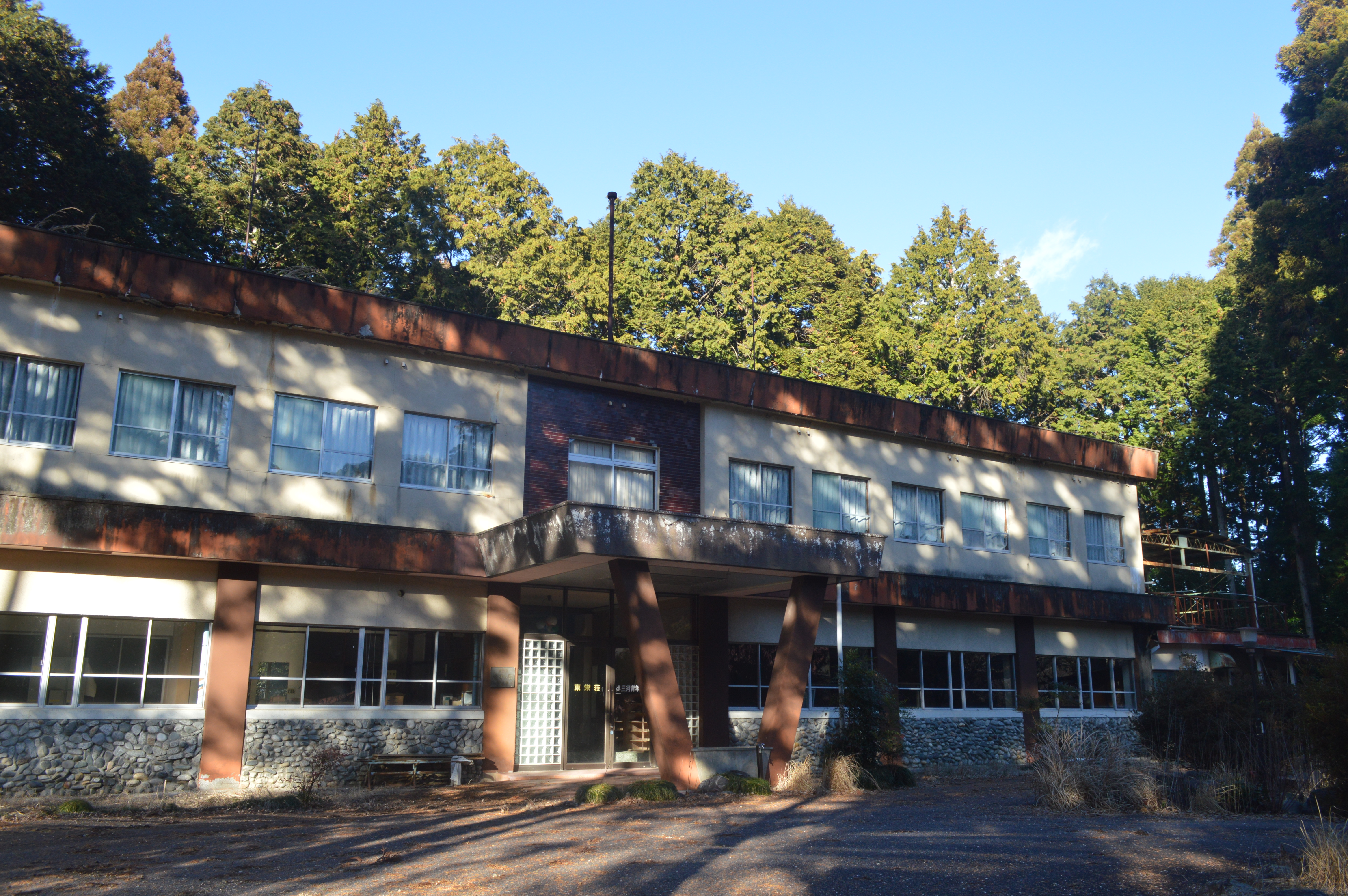
図書室があった奥三河青年の家

1955年（昭和30年）には本郷町・下川村・御殿村・園村が合併して東栄町が発足しており、当地は下川村に含まれていた。のき山学校として使用されている木造2階建の建物は、合併年の1955年に東栄町立下川小学校の校舎として建設された建物である。1990年（平成2年）には東栄町立下川小学校と東栄町立東薗目小学校が統合され、下川小学校の校地に東栄町立東部小学校が開校した。2010年（平成22年）3月には東栄町立東部小学校が東栄町立東栄小学校に統合されて廃校となった。
2009年（平成21年）に閉鎖された奥三河青年の家には蔵書約500冊の図書室があったが、入室する際には隣接する東栄グリーンハウスの管理人に開錠してもらう必要があり、月間利用者数は5-6人にとどまっていた。

### のき山学校
東栄町はのき山学校を「都市部と山間地の交流拠点」と位置付け、「地域内外住民との交流」「観光の振興」「集落の活性化」などを目的としている、2014年（平成26年）5月18日にのき山学校がオープンした。2015年（平成27年）1月には運営するNPO法人てほへが総務省の「ふるさとづくり大賞」総務大臣賞を受賞した。同年5月24日には理科室を改装した「Caféのっきぃ」がオープンし、カフェの奥には図工室を改装した東栄町図書室「のき山文庫」が開館した。カフェと図書室の改装にかかった費用は2712万円であり、国庫支出金と地方債が充当されている。『学校統廃合と廃校活用 地域活性化のノウハウ事例集』（2016年刊行）では「行政としての強い意向と、それに呼応したグループの創意とで協働される廃校活用の好例」と評価されている。

## 特徴

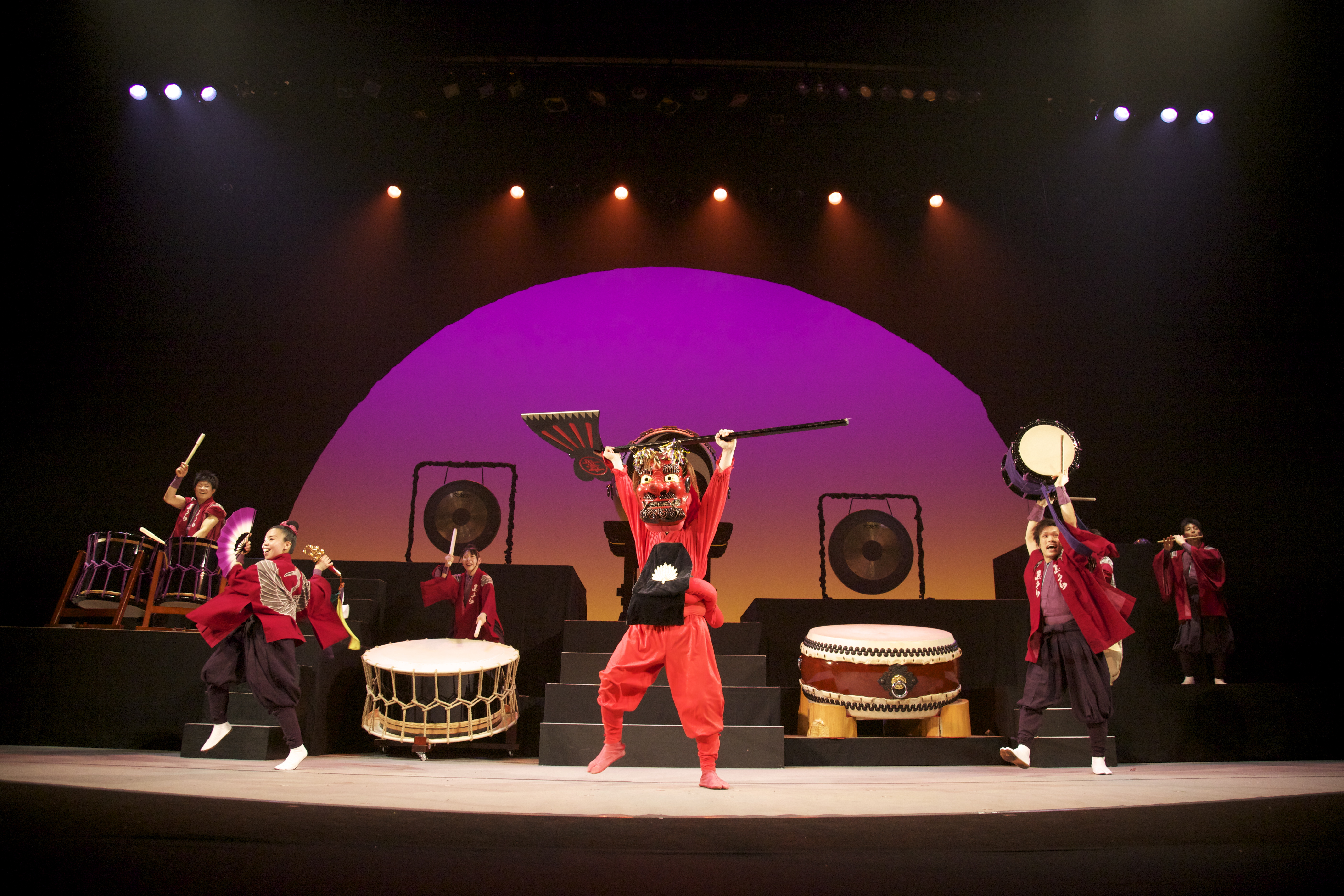
東栄町を拠点として活動する和太鼓集団志多ら

2010年3月に廃校となった東栄町立東部小学校の校舎では、のき山学校のオープン前から和太鼓集団志多らが地域活性化のためのイベントなどを開催していた。志多らはのき山学校のオープンに先立ってNPO法人てほへを設立しており、NPO法人てほへがのき山学校の指定管理者を務めている。毎月1回から2回の頻度で、石窯ピザ焼き、和太鼓、木工、化粧品制作、お菓子作りなど、様々な体験講座を開催しており、討論会などのイベントも開催している。東栄町内や東三河地方だけでなく、名古屋市や静岡県浜松市などからも訪問者がある。
校舎2階は小学校時代のまま、未改装の状態で保存されている。校舎近くには東栄町が発祥地とされるチェンソーアート作品が展示されている。のき山学校と同じように三河地方で廃校を再活用した施設には、つくで田舎レストランすがもり（旧・新城市立菅守小学校）、豊橋市民俗資料収蔵室ふるため（旧・豊橋市立多米小学校）、豊橋市神田ふれあいセンター（旧・設楽町立神田小学校）、岡崎市ホタル学校（旧・岡崎市立鳥川小学校）、あすけ里山ユースホステル（旧・足助町立椿立小学校）などがある。

## 施設

### 図工・理科室棟
- 東栄町図書室「のき山文庫」 : 旧・図工室[6][13]
  - 蔵書数は約2,800冊[4]。東栄町の蔵書に加えて、愛知県図書館から1年ごとに年間約200冊を借りており、また3か月ごとに入れ替わる流通図書もある[4]。毎月約5冊を購入している[4]。絵本が置いてある畳スペース、児童向けの学習コーナーなどがある[4]。館外貸出対象は東栄町在住・在勤者[4]。貸出冊数は5冊まで、貸出期間は15日間である[4]。「おひさまの会」が月1回のよみきかせ会を開催している[4]。2016年には宗教学者の春日井真英（東海学園大学人文学部教授）から、『柳田国男全集』や『島崎藤村全集』などが寄贈された[15]。
- 「Caféのっきぃ」 : 旧・理科室[6][13]
  - NPO法人てほへが営業するカフェ。営業時間は10時-16時。座席数は30席。東栄町にUターンした女性パティシエと、Iターンした女性スタッフ2人によって運営されている[13]。

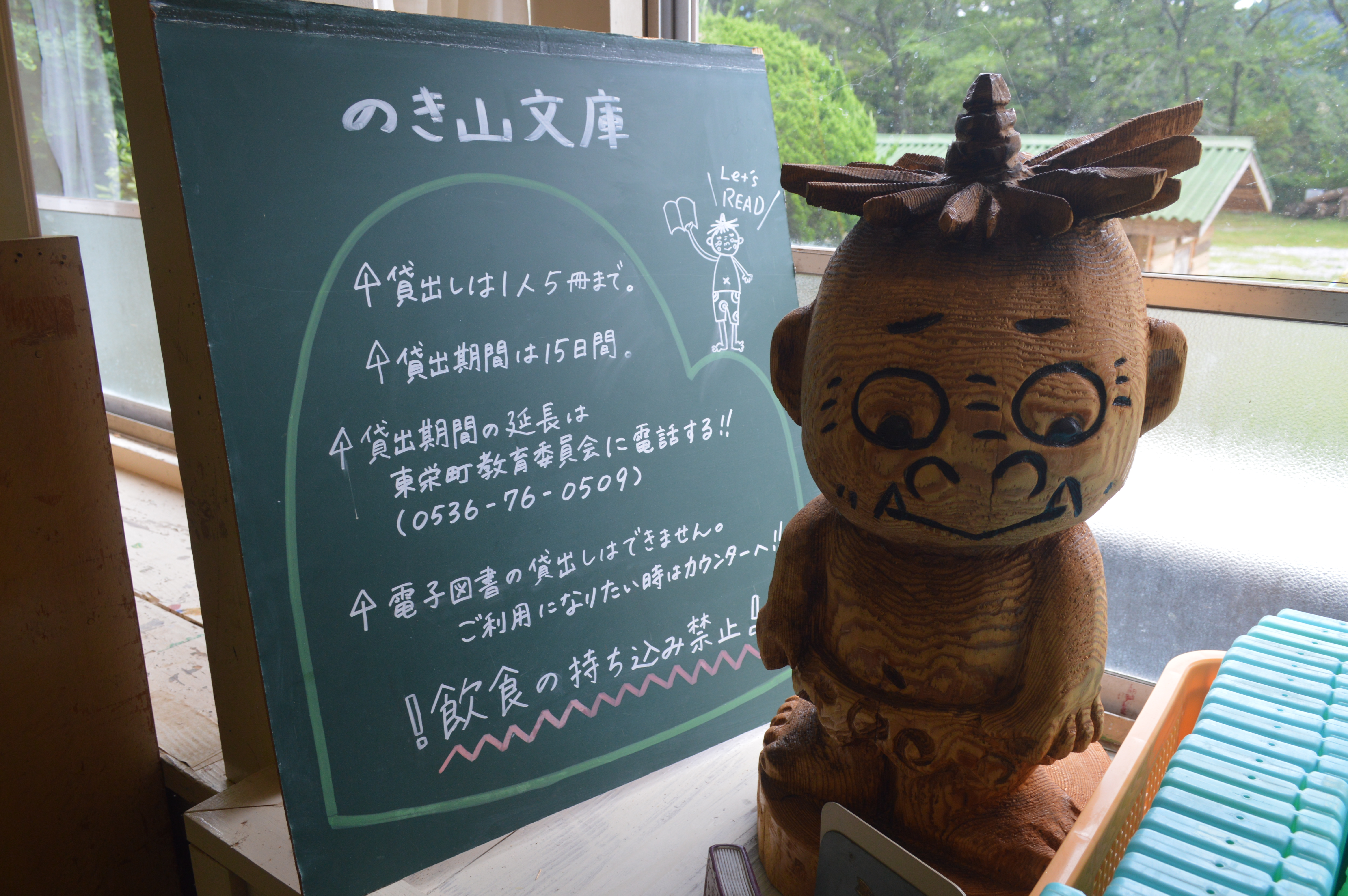
のき山文庫の案内
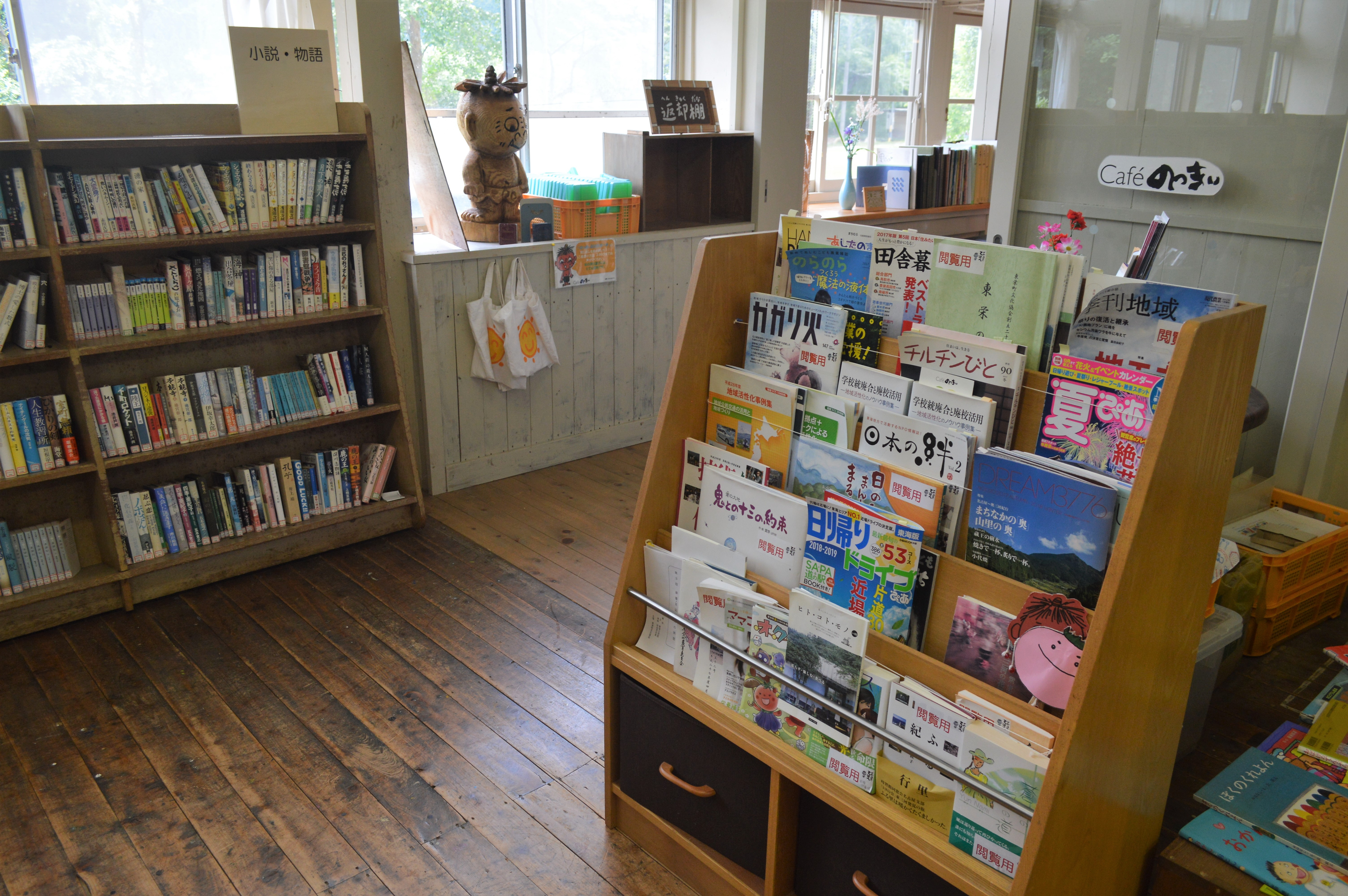
のき山文庫
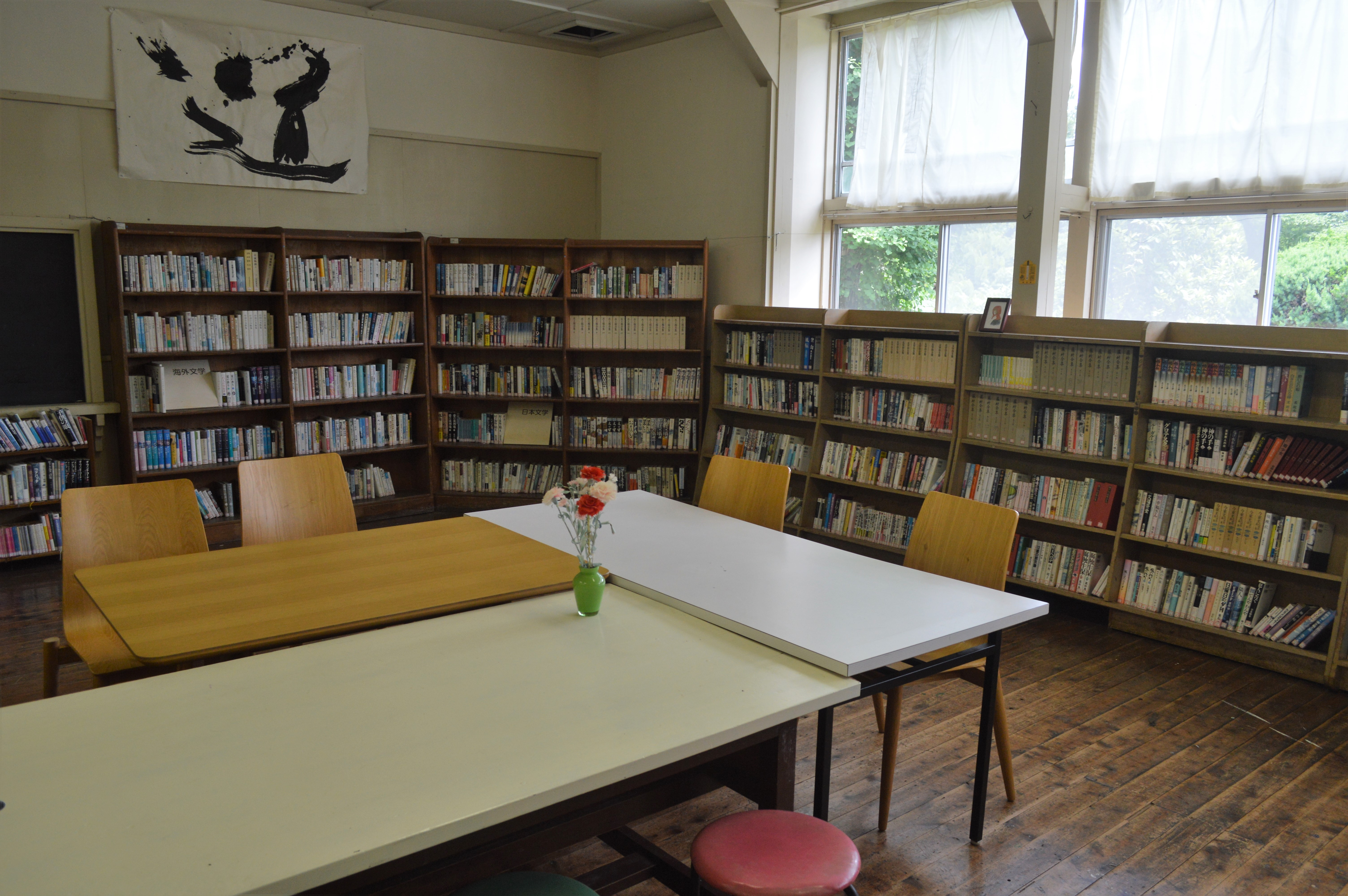
のき山文庫
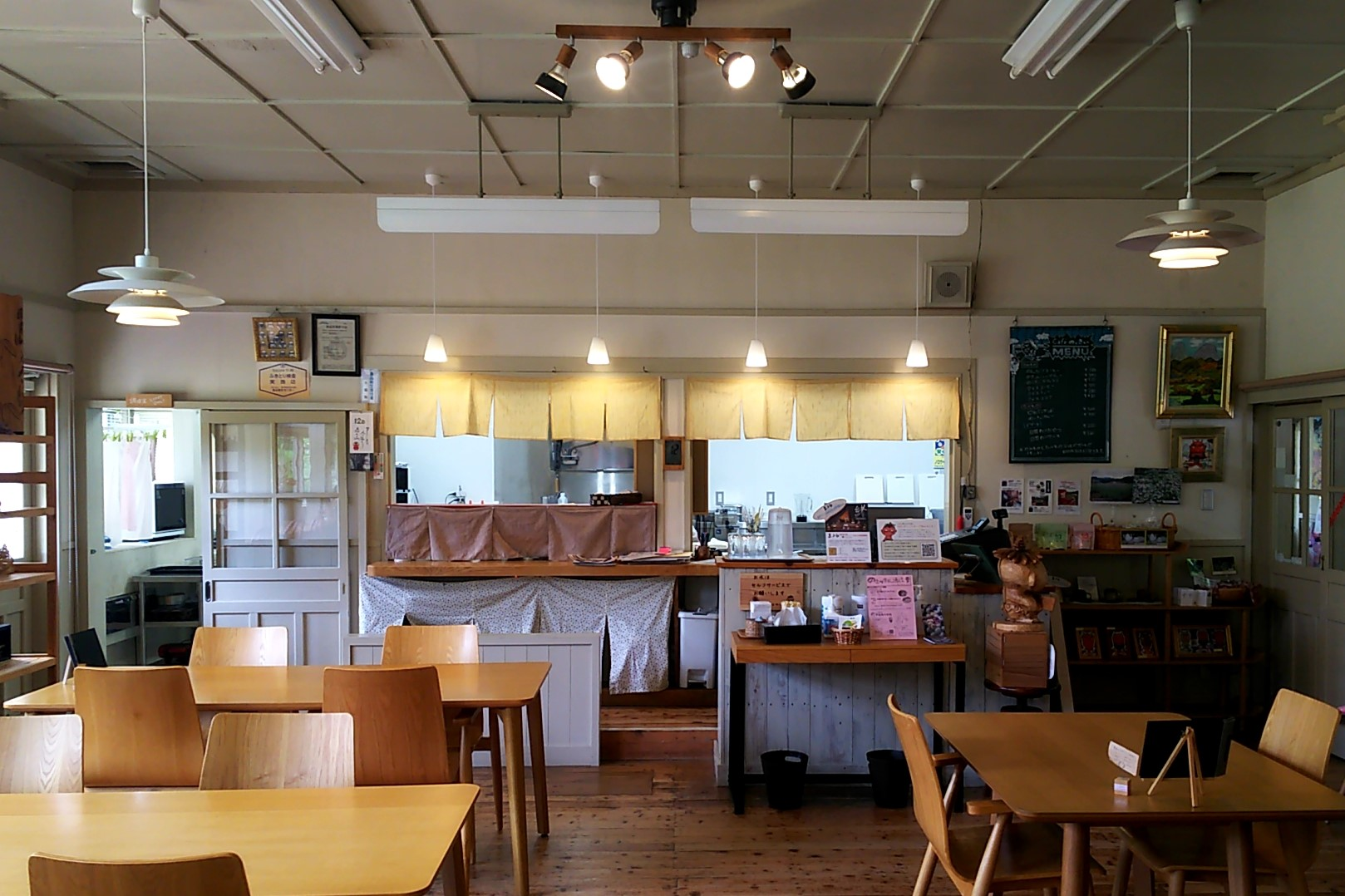
Caféのっきぃ
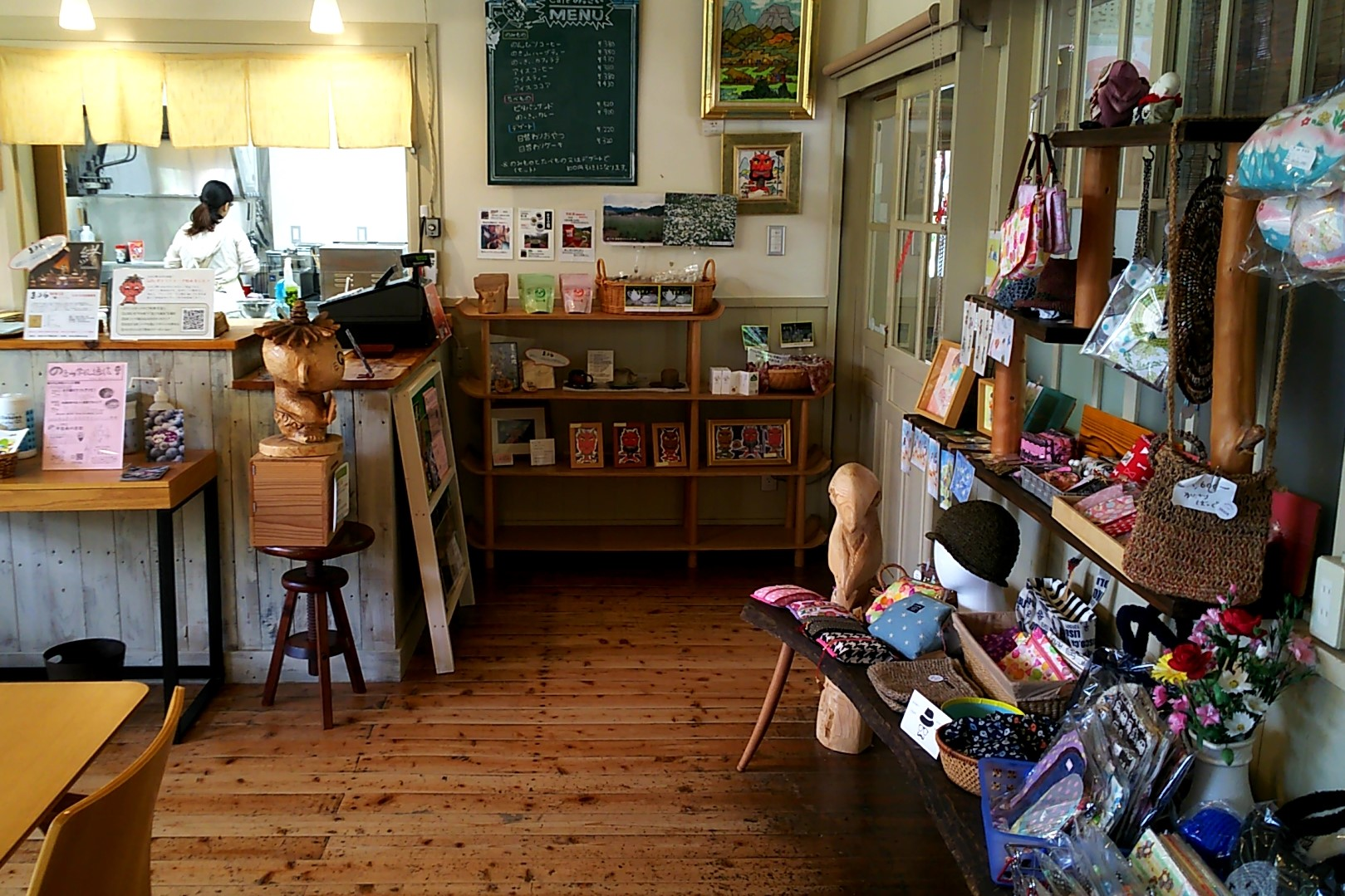
Caféのっきぃ

### 本校舎
- 祭り部屋 : 旧・保健室[13]
  - 国の重要無形民俗文化財である花祭など奥三河地方の祭礼を紹介する部屋。
- 遊び部屋 : 旧・1年生教室[13]
  - チェンソーなどで制作された多数の木製遊具が設置されている部屋。
- 自然部屋 : 旧・2年生教室[13]
  - リースづくりなど自然体験ができる部屋。
- フリースペース : 旧・3年生教室[13]
  - 小学校時代の教室を再現した部屋。
- 東栄町地域おこし協力隊
- 東栄町観光まちづくり協会

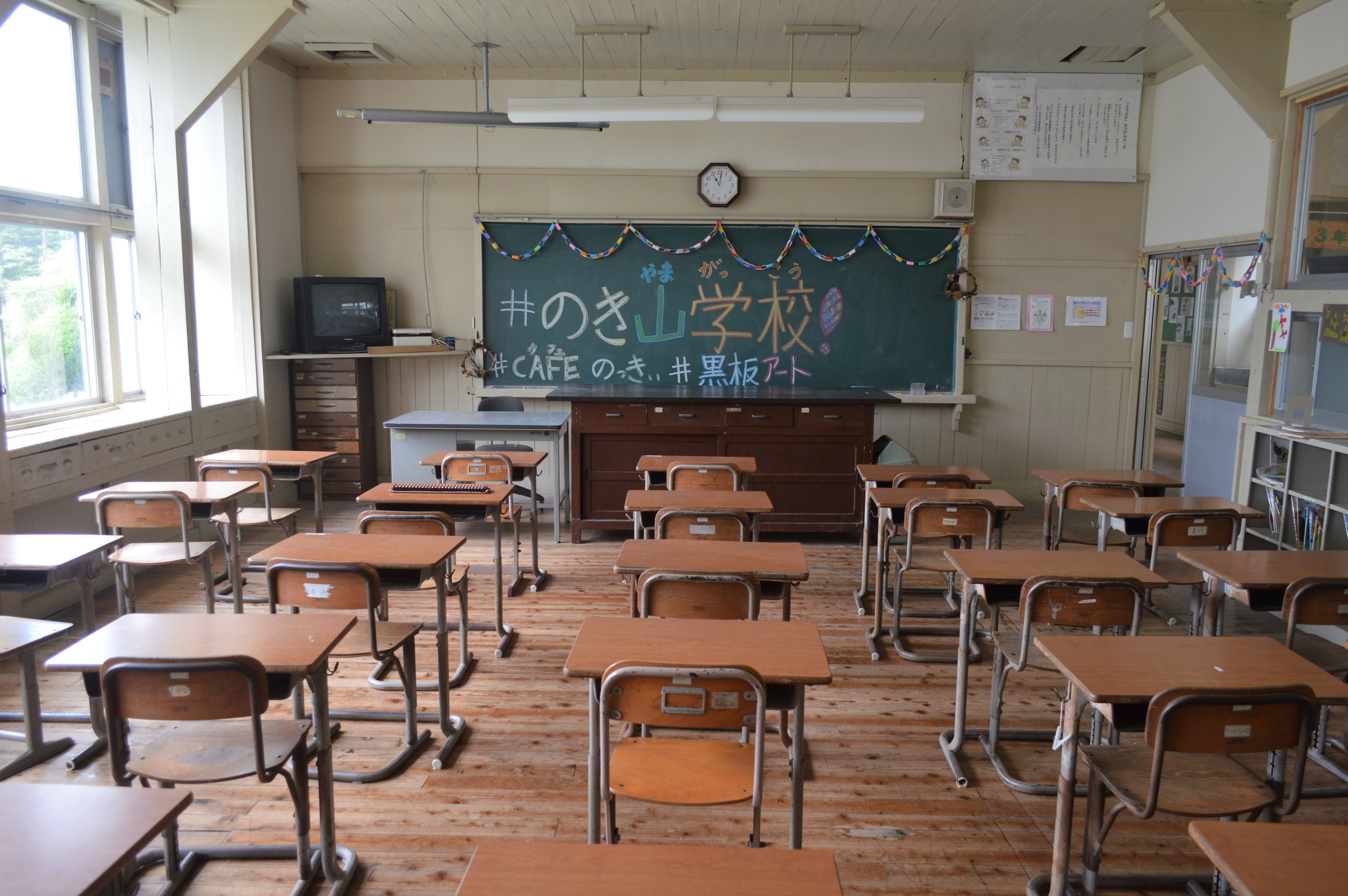
フリースペース
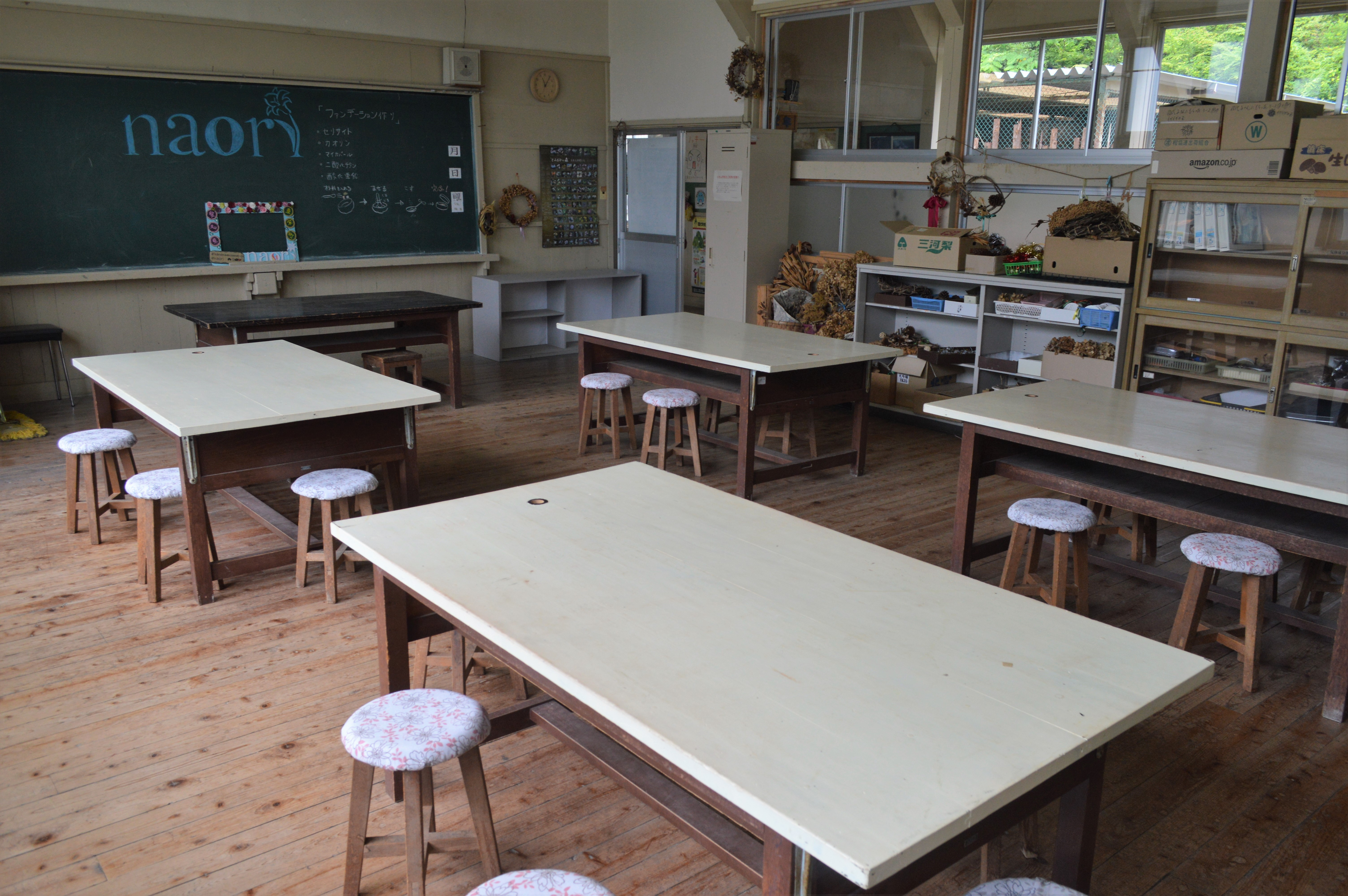
自然部屋
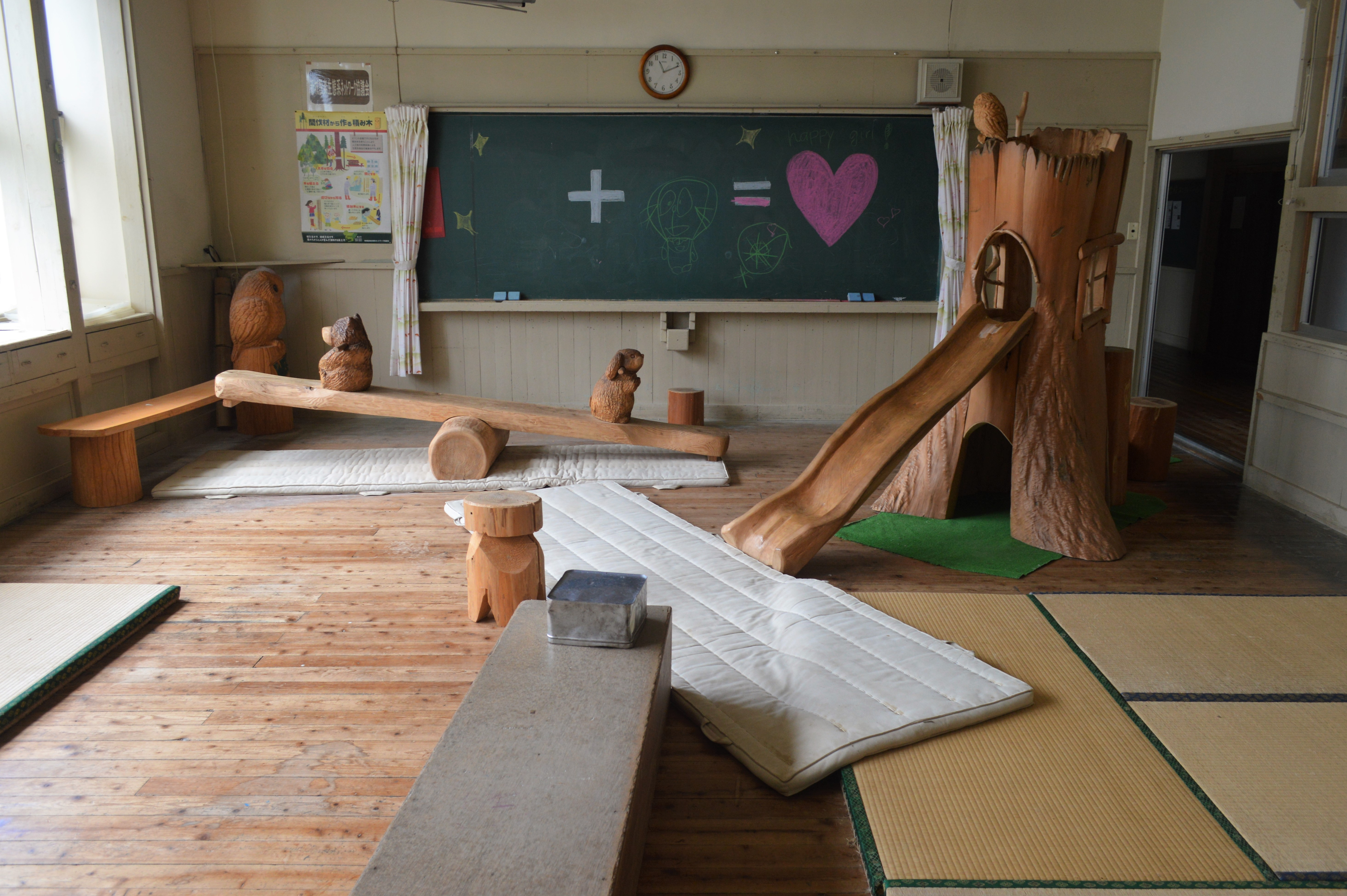
遊び部屋
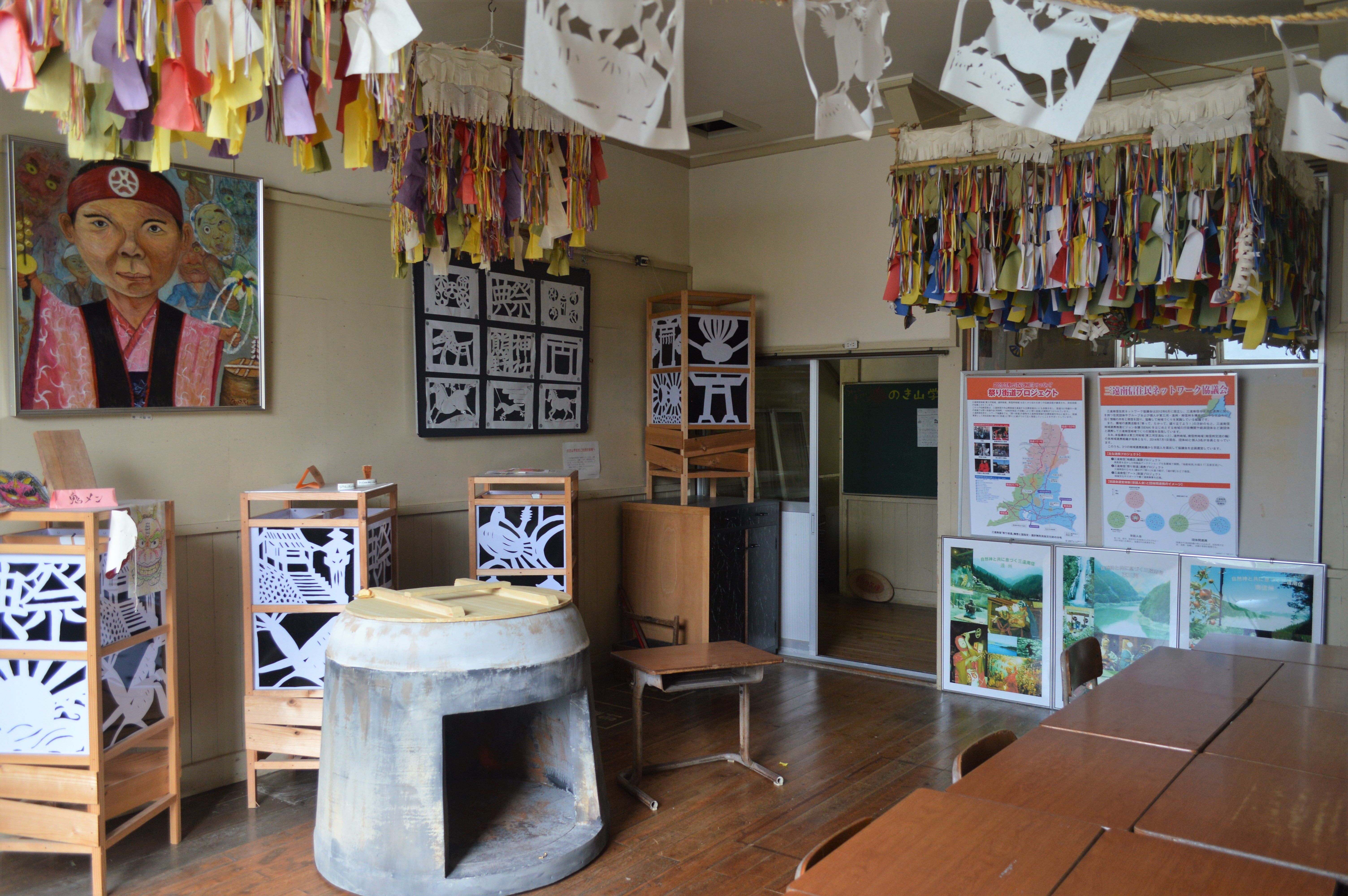
祭り部屋
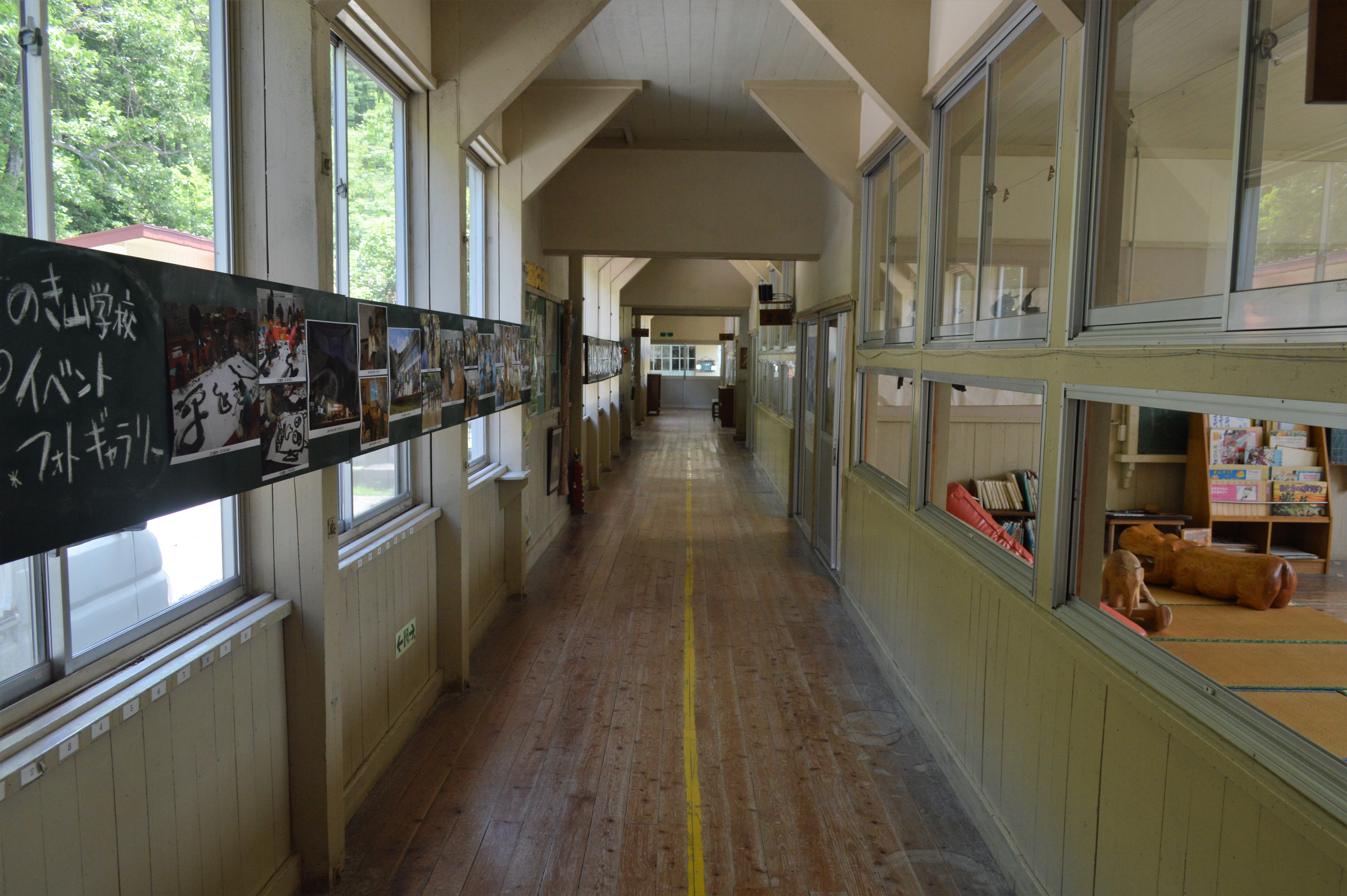
廊下

### 校庭
- ログハウス[6]
- ドッグラン[6]

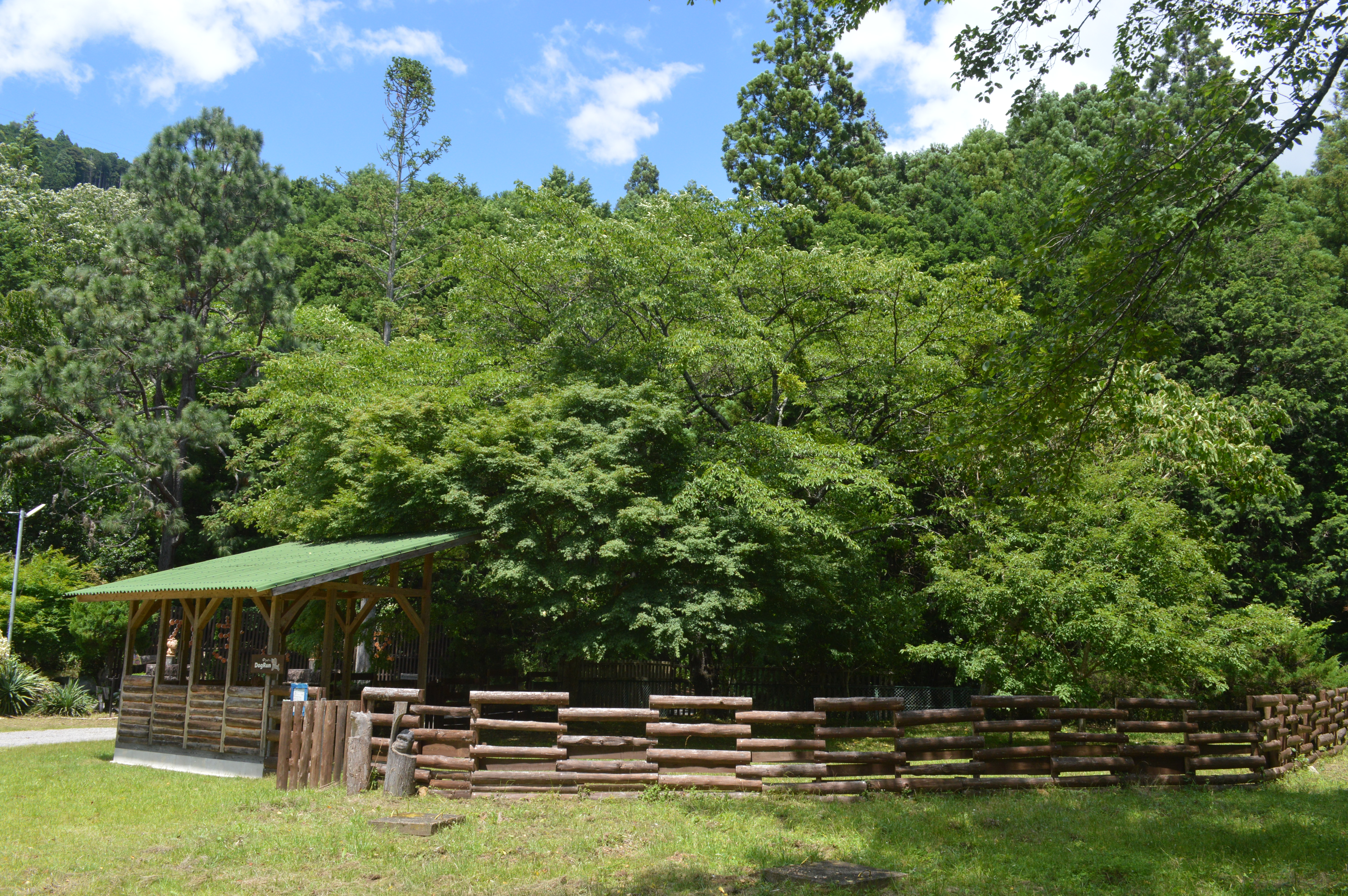
ドッグラン
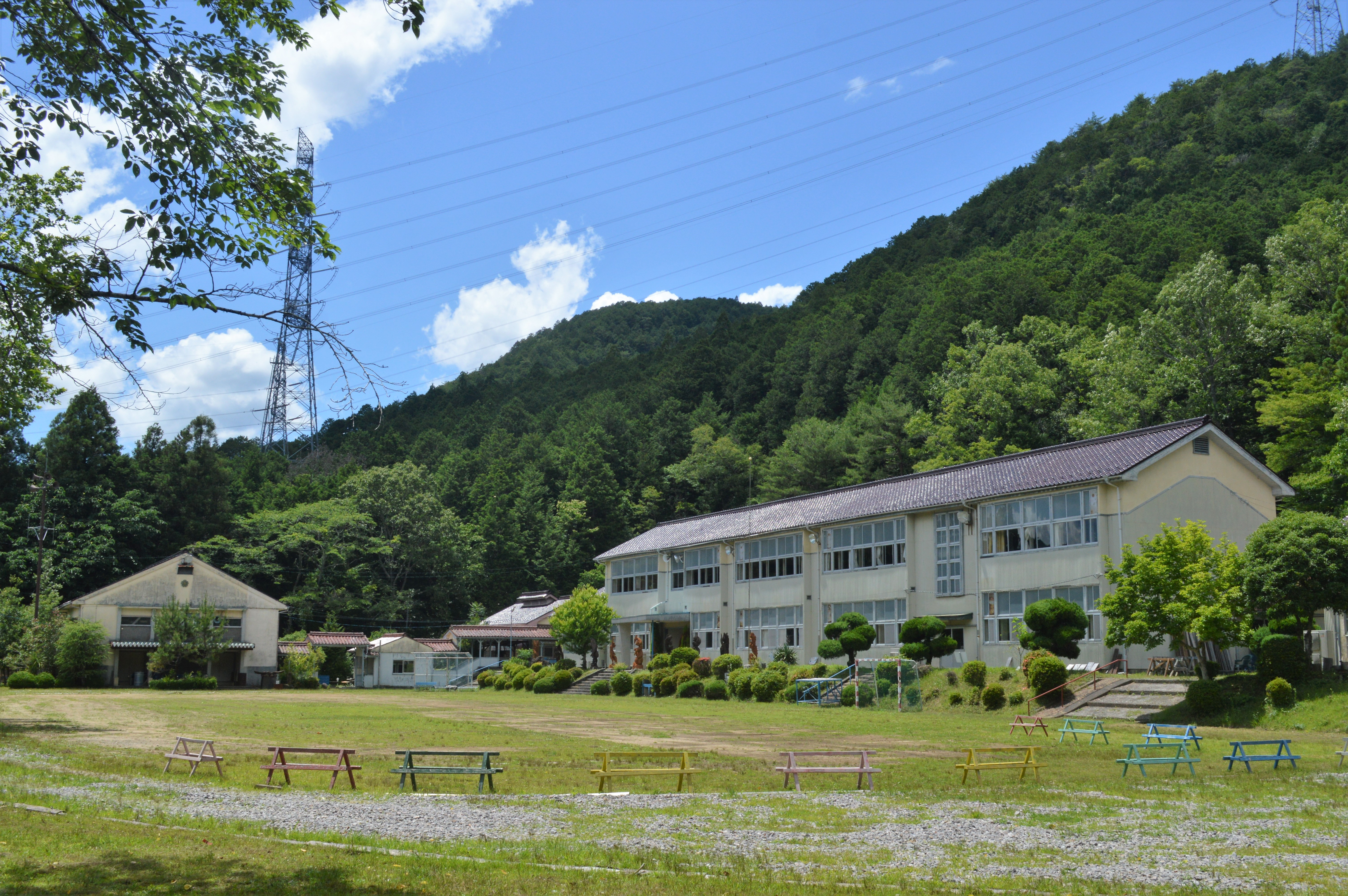
本校舎とグラウンド

## 利用案内
- 営業時間 : 10時-17時[16]
- 休館日 : 毎週水曜・木曜[16]
- アクセス : JR飯田線東栄駅からおでかけ北設「東栄線」とうえい温泉バス停下車後徒歩20分[16]